# Rzounek vykrajovaný
Rzounek vykrajovaný (Drepanepteryx phalaenoides) je druh dravého hmyzu z čeledi denivkovití vyskytujícího se v mírném pásu Evropy a Asie, jeho výskyt zasahuje až po Japonsko. V ČR je to největší zástupce čeledi denivkovití, nepatří ale k běžným druhům.

## Popis

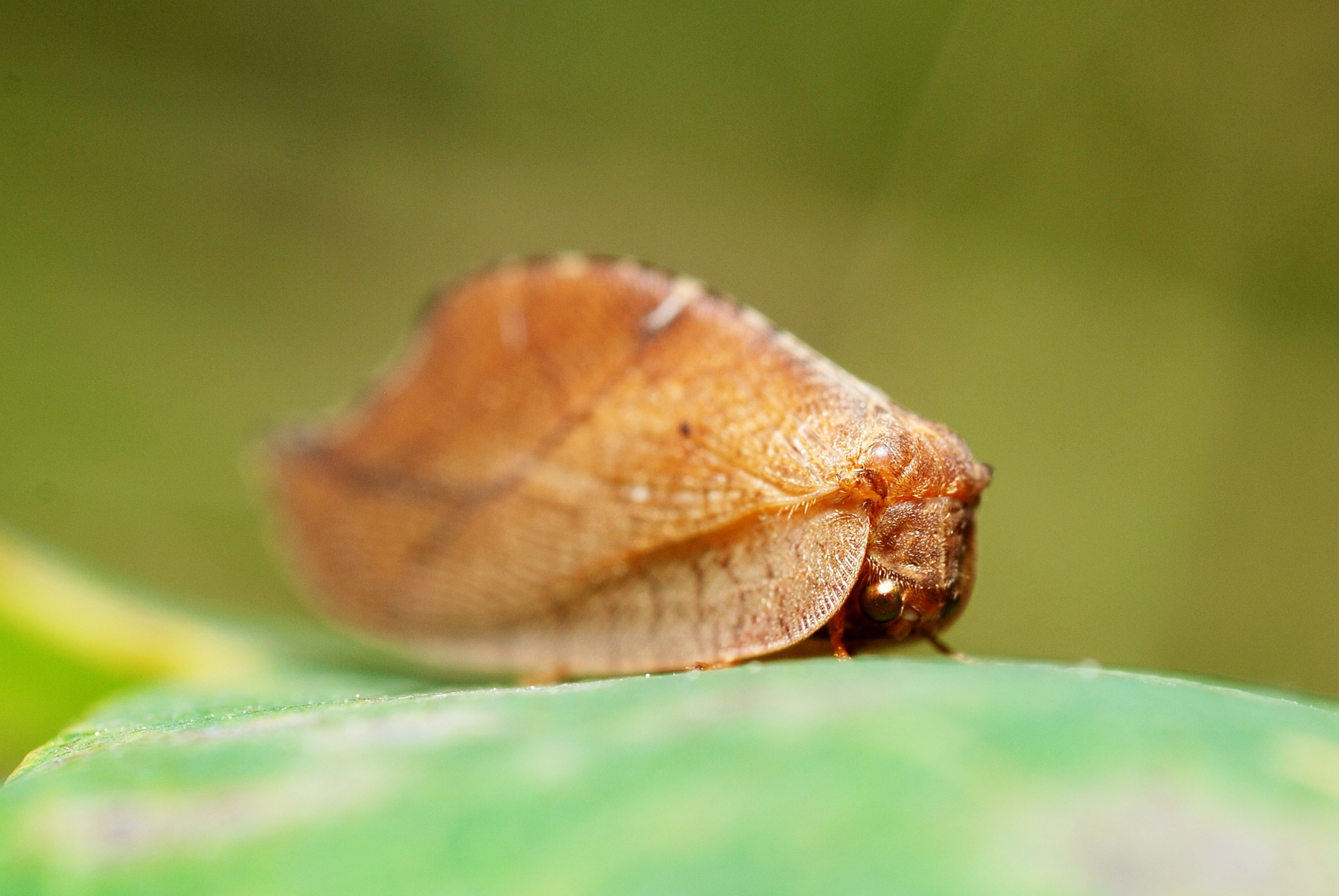
Hlava schovaná mezi křídly

Rzounek vykrajovaný je největší zástupce čeledi denivkovití v ČR, rozpětí jeho křídel je až kolem 30 mm. Celková délka těla se pohybuje v rozmezí 10–12 mm. Tělo je rezavě hnědé barvy, přední křídla jsou také hnědá s hustou nepravidelnou žilnatinou a jsou vykrojená, zadní křídla vykrojená nejsou. V klidu skládá rzounek svá křídla střechovitě k tělu, v případě vyrušení nebo ohrožení dokáže zatáhnout hlavu mezi křídla, takže svým vzhledem připomíná uschlý list. Larva tohoto druhu je tmavě hnědá se světlou kresbou. Protože je dravá, má kusadla, živí se převážně mšicemi. Podobá se larvě zlatooček.

## Výskyt

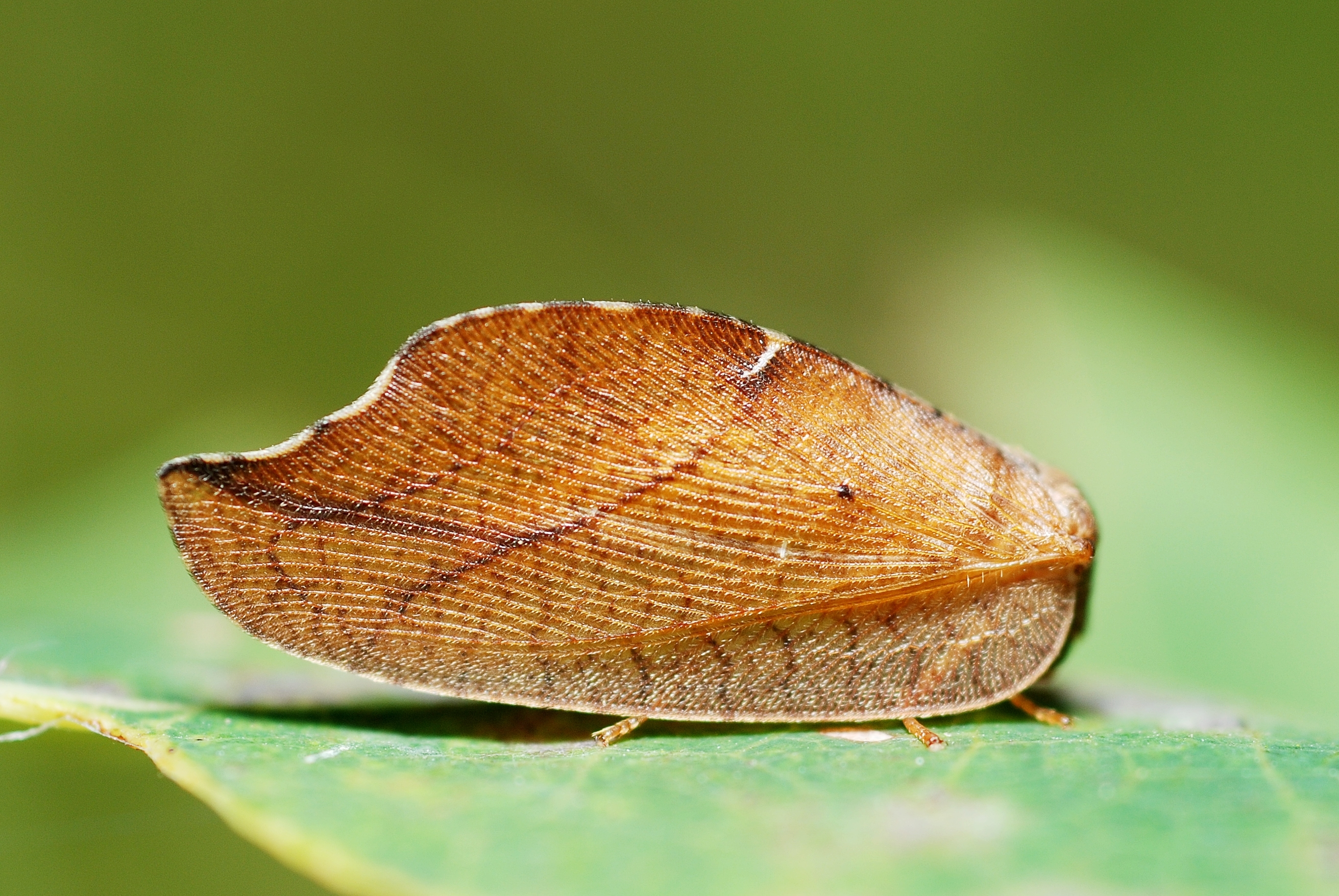
Detail křídel – podoba suchého listu

Rzounek vykrajovaný obývá mírný pás Evropy a Asie, vyskytuje se také v Japonsku. Jeho výskyt byl zaznamenán i v Jižní Koreji. Preferuje listnaté a smíšené lesy, mýtiny, břehy potoků, obývá i parky a zahrady. Většinou létá od července do září, aktivní je přes den. Není to dobrý letec, přelétává jen na velmi krátké vzdálenosti, většinou proto odpočívá na listech dřevin. V ČR je roztroušeně rozšířen prakticky po celém území od nížin až do hor, zejména se ale vyskytuje ve středních polohách v lesích.